# NGC 4681
NGC 4681 é uma galáxia espiral (Sab) localizada na direcção da constelação de Centaurus. Possui uma declinação de -43° 20' 05" e uma ascensão recta de 12 horas, 47 minutos e 28,7 segundos.
A galáxia NGC 4681 foi descoberta em 15 de Março de 1836 por John Herschel.